# Обыкновенный букцинум

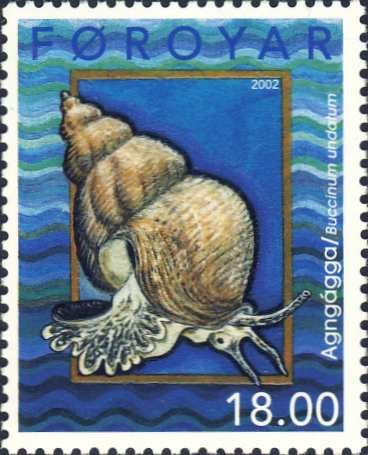

Обыкновенный букцинум, или волнистый рожок (Buccinum undatum) — брюхоногий моллюск из семейства трубачи Buccinidae.

## Описание
Правозакрученная коническая раковина длиной от 6 до 11 см. Это самый крупный вид моллюсков в Северном море. Раковина ребристая, желтовато-коричневого цвета. Устье овальное с утолщённой внешней губой. Мантия кремового цвета с чёрными пятнами. Продолжительность жизни разнополых моллюсков составляет почти 15 лет. Эти плотоядные моллюски питаются червями, ракообразными и другими моллюсками.

## Распространение
Обыкновенный букцинум распространён у побережья всей Северной Атлантики. На западном побережье Европы он обитает от Северного Ледовитого океана до Бискайского залива, на западном побережье Северной Америки он встречается от Арктики до высоты Нью-Джерси. Редко встречается также в Средиземном море на большей глубине. Он предпочитает холодные воды с содержанием соли от 2 до 3 %, живёт на глубине от 5 до 1 200 м, предпочитая мягкий грунт, по которому можно быстро передвигаться.

## Использование
Раньше обыкновенный букцинум являлся важным продуктом питания для бедного населения прибрежных регионов. Сегодня он как морепродукт не играет большой роли в Европе. Однако, в Корее считается деликатесом.
Раковины погибших моллюсков любят обживать раки-отшельники. Поэтому редко на пляже можно найти пустые раковины этого моллюска.